# Џон Тин, 4. маркиз од Бата
Џон Александер Тин, 4. маркиз од Бата (енгл. John Alexander Thynne, 4th Marquess of Bath; Лондон, 1. март 1831 — Венеција, 20. април 1896), негде познати као Вискаунт Вимаут (енгл. Viscount Weymouth), био је британски племић, политичар и дипломата. Учествовао службовао је у Горњем дому Британскога парламента. Ангажовао се око решавања Источнога питања у Европи. Био је почасни члан Српскога ученог друштва и Српске краљевске академије.

## Позадина и образовање
Џон Александер Тин је рођен у Сент Џејмсу као син Хенрија Тина, 3. маркиза од Бата и његове жене Харијет, друге кћери Александера Беринга, 1. барона Ешбертона. Наследио је свога оца као маркиз јуна 1837. године, са свега шест година. Лорд Бат је стекао универзитетско образовање на Колеџу Итон и црквено у Христовој цркви, у Оксфорду. Био је побожни англокатолик и одлучни противник Закона о регулацији јавнога богослужења из 1874. године које је настојао да сузбије ритуализам у Цркви Енглеске.

## Каријера
Маркиз Тин је објављао дужност ванреднога и опуномоћенога изасланика при крунисању Педра V од Португалије 27. маја 1858. године и ванредног изасланика при крунисању Фрање Јозефа, краља Угарске 25. јула 1867. године.
Од 1874. до 1893. године био је повереник Националне галерије портрета, а 1883. године био је повереник Британскога музеја. Био је такође председавајући Савета Округа Вилтшир и, пошто је био заменик поручника Самерсета од 1853. године, именован је за лорда поручника Вилтшира 1889. године, а на тој функцији је био све до своје смрти седам година доцније.
Служио је као благајник Салопске амбуланте у Шрузберију 1856. године.
Бери Ботфилд, који је тврдио да има породичну везу с Тинима, оставио је после своје смрти маркизу Џону Тину колекције раних штампаних књига и слика у боји, укључујући низоземске пејзаже, које су углавном остале у Кући Лонглит.
Крајем јануара 1884. године је постао почасни члан Српскога ученог друштва, а осам година касније је постао и почасни члан Српске краљевске академије.

## Породица и смрт
Био је ожењен Франсес Изабелом Кетрин Веси, кћерком Томаса Весија, 3. вискаунта од Весухам 20. августа 1861. године. Имали су шестеро деце:
Оженио се са Франсис Изабелом Кетрин Вези, ћерком Томаса Везија, 3. виде Весија, 20. августа 1861. Имали су шесторо деце:
- Сер Томас Хенри Тин, 5. маркиз од Бата (1862—1946);
- Леди Алис Ема Тин (1864—1942), удата 1883. године за сер Мајкла Шо-Стјуарта, 8. барона;
- Лејди Кетрин Џорџина Луиза Тин (1865—1933), удата за Евелин Беринга, 1. грофа од Кромера;
- Лотф Џон Ботвил Тин (1867—1887), умро је млад и неожењен;
- Лејди Беатрис Тин (1867—1941), умрла неудата, била је наследница Александеровога имања;
- Поручник пуковник Лорд Александер Џорџ Ботвил Тин (1873—1918), био је народни посланик из Бата, командовао је 6. батаљону Вилтиширскога пука, одликован је Кро де Гером (Француска), погинуо у рату, неожењен;[5]

Лорд од Бата је умро 1896. године у Италији, а сахрањен је у Лонгбриџ Деверилу, у Вилтширу.